# Чайковская государственная академия физической культуры и спорта
Чайковская государственная академия физической культуры и спорта (полное наименование Федеральное государственное бюджетное образовательное учреждение высшего образования «Чайковская государственная академия физической культуры и спорта»; сокращённое наименование ФГБОУ ВО «ЧГАФКиС») — высшее профессиональное учебное заведение в городе Чайковском, осуществляющее подготовку педагогических и научных кадров для работы в области физической культуры.

## История
Весной 1980 года по приказу Комитета по физической культуре и спорту при Совете Министров РСФСР в городе Чайковском Пермского края был создан филиал Челябинского государственного института физической культуры. Новое учебное заведение было ориентировано на подготовку тренеров и специалистов, готовящих спортсменов, в первую очередь, в зимних видах спорта. Первым директором прозванного «снежным» филиалом стал заведующий кафедрой истории и организации физической культуры Челябинского ГИФК Анатолий Данилов.
21 декабря 1995 года Указом Президента Российской Федерации филиал обрёл самостоятельность — он преобразован в Чайковский государственный институт физической культуры.
8 июня 2021 года Чайковский государственный институт физической культуры был переименован в Федеральное государственное бюджетное образовательное учреждение высшего образования «Чайковская государственная академия физической культуры и спорта».

## Руководители
Директор филиала:
- Анатолий Александрович Данилов (1980—1996).

Ректор:
- Анатолий Александрович Данилов (1996—2009);
- Фанави Хайбрахманович Зекрин (2009—н. в.).

## Структура
По состоянию на 2020 год в образовательном процессе ЧГИФК принимают участие 2 факультета и 6 кафедр:
- факультет физической культуры и спорта:
  - кафедра теории и методики физической культуры, спорта и безопасности жизнедеятельности;
  - кафедра туризма и менеджмента;
  - кафедра теории и методики единоборств;
  - кафедра адаптивной физической культуры и оздоровительных технологий;
  - кафедра социально-гуманитарных, педагогических и естественных наук;
  - кафедра теории и методики зимних видов спорта;
- факультет повышения квалификации и дополнительного образования.

## Материально-техническое оснащение

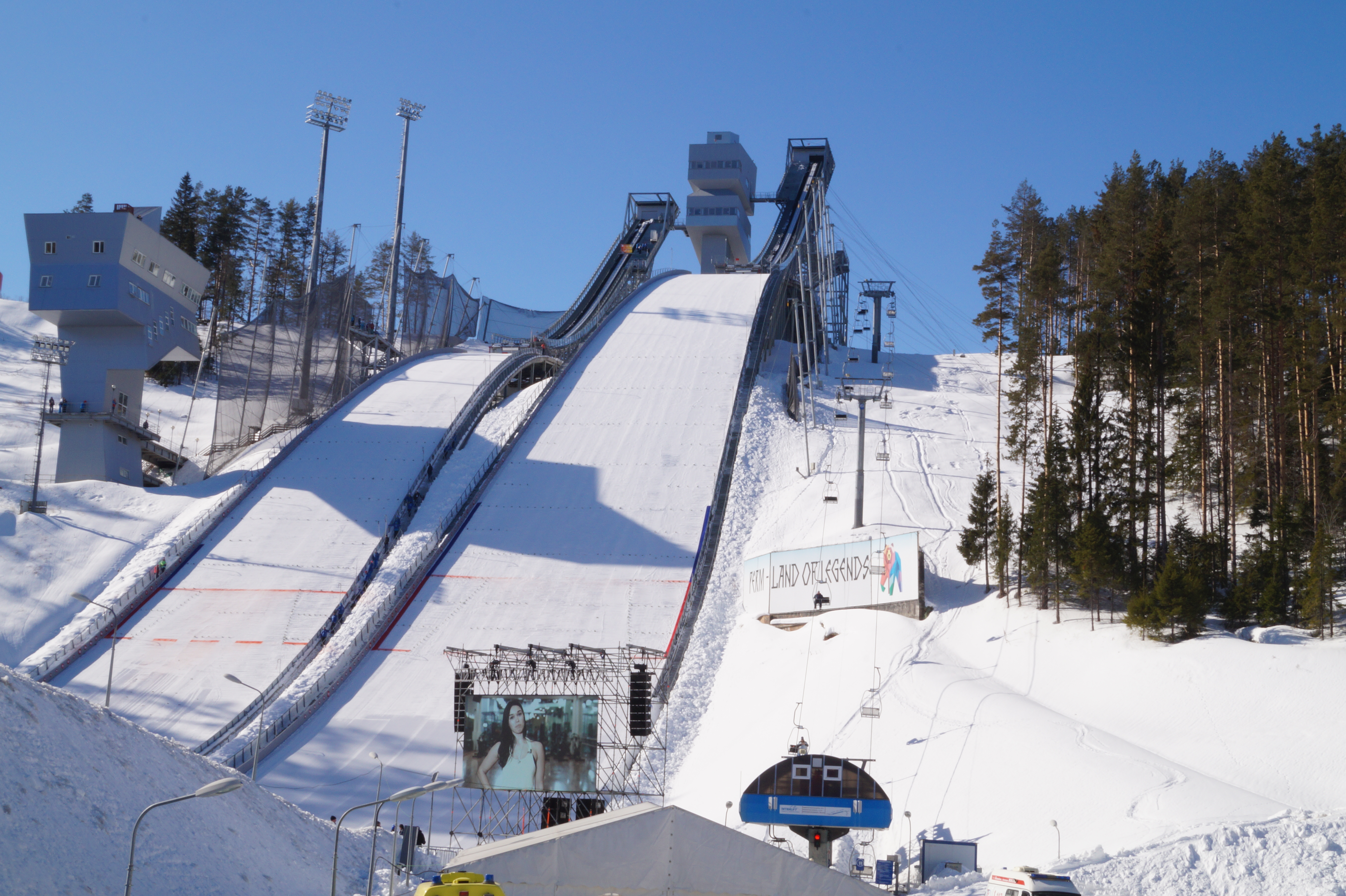
Трамплины 95K и 125K спорткомплекса «Снежинка»

В настоящее время ЧГАФКиС является современным учебно-спортивным комплексом, включающим в себя семь спортивных залов, легкоатлетический манеж, 25-тиметровый бассейн.
С 2012 года под эгидой института работает многофункциональный спорткомплекс «Снежинка», на объектах и трассах которого проводится подготовка спортсменов в лыжных гонках, биатлоне, прыжках с трамплина, лыжном двоеборье, фристайле. Кроме того, здесь регулярно проводятся соревнования всероссийского и международного масштабов, в том числе этапы Кубков мира по прыжкам с трамплина и лыжному двоеборью, а также чемпионат мира по летнему биатлону 2017 года.